# E. L. Karhu

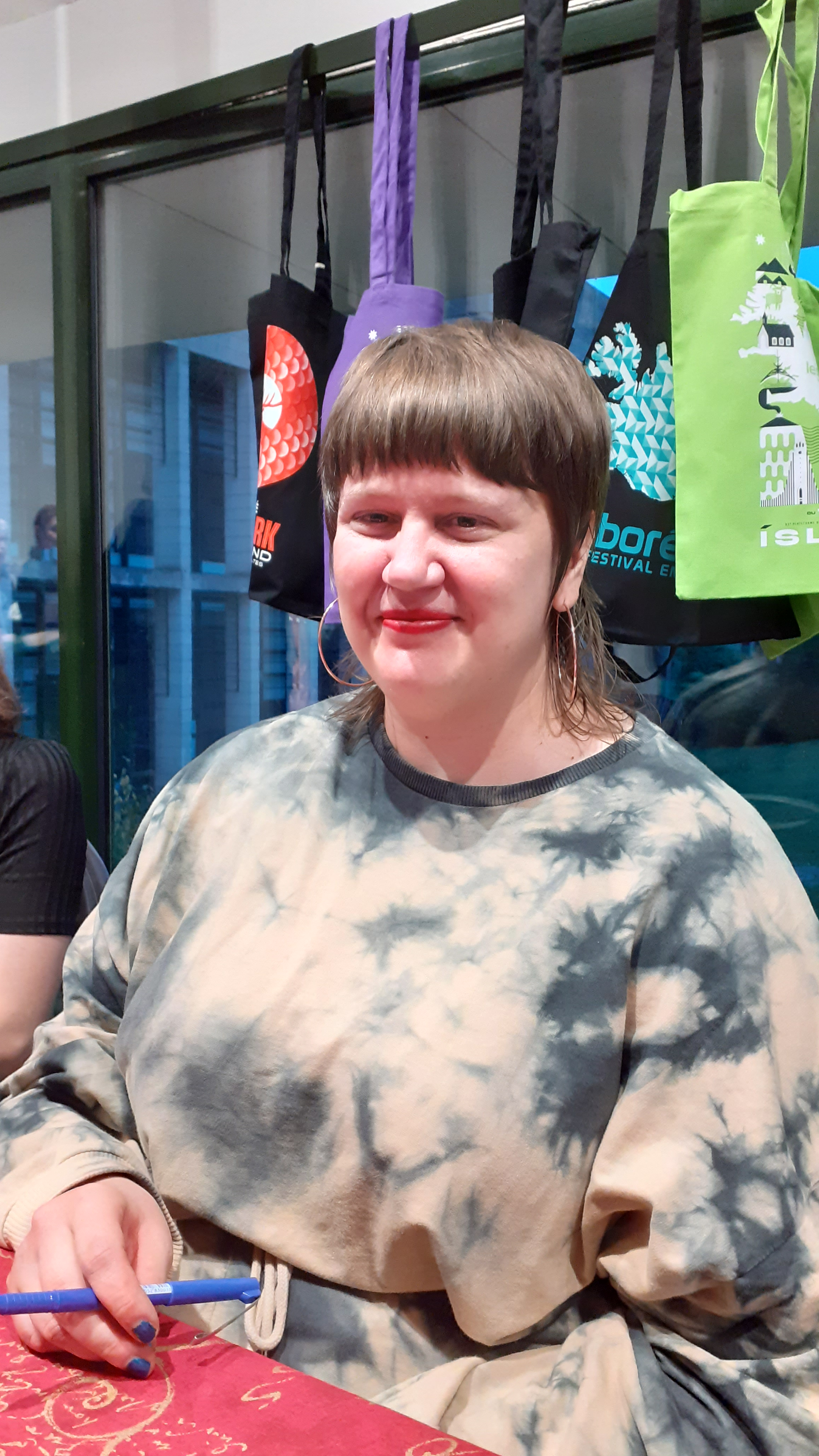
E.L. Karhu (2023)

E. L. Karhu (* 1982 in Helsinki als Emilia Pöyhönen) ist das Autoren-Pseudonym von Emmy Karhu, einer finnischen Schriftstellerin (Drama, Drehbuch) und Übersetzerin für Theaterstücke aus dem Schwedischen, Deutschen und Englischen ins Finnische.

## Leben
Karhu studierte Szenisches Schreiben und Dramaturgie an der Theaterakademie Helsinki und an der Hochschule für Schauspielkunst Ernst Busch in Berlin. In Helsinki studierte sie zudem Soziologie. Seit ihrem Abschluss arbeitet sie als freiberufliche Autorin und Dramaturgin für Theater und Film sowie als Dozentin für Kreatives Schreiben an der Schreibwerkstatt für neue Dramatik „KOM-teksti“ am KOM-Theater in Helsinki. Außerdem übersetzt sie vornehmlich Dramenwerke aus dem Englischen, Deutschen und Schwedischen ins Finnische.

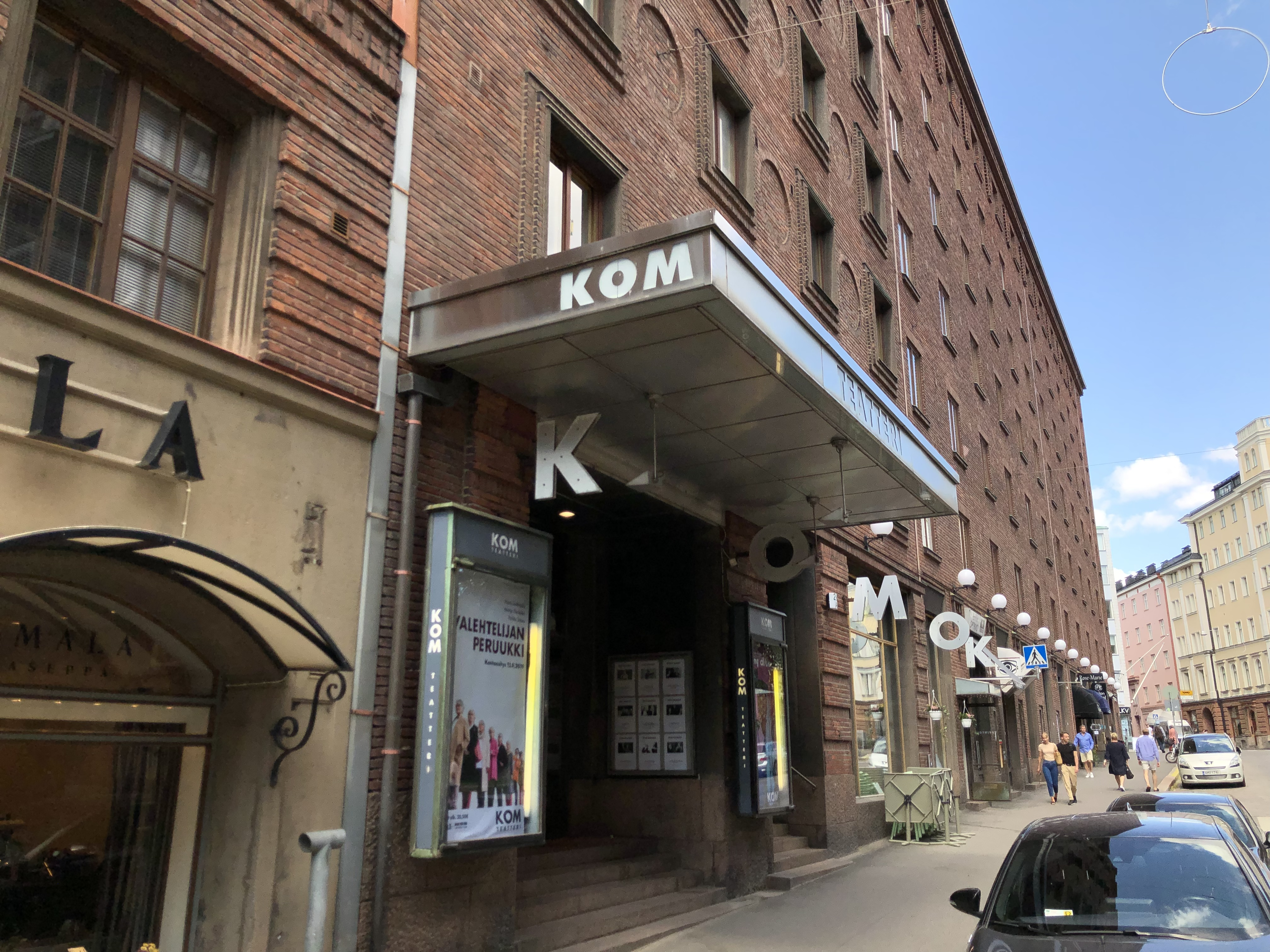
KOM-Theater in Helsinkis Stadtteil Ullanlinna

Karhus eigene Theaterstücke wurden unter anderem am Finnischen Nationaltheater Helsinki und am Arbeitertheater Tampere aufgeführt sowie von Theatern in Schweden, Deutschland, Russland, Australien und Kanada.
Inhaltlich geht es in ihren Stücken um die Ethik menschlichen Handelns sowie die Verhältnisse zwischen Individuum und Gesellschaft. Sie schafft neue dramatische Formen und lotet die Grenzen der Bühnensprache erneuernd aus; so experimentiert sie in ihrer feministischen Shakespeare-Überschreibung Prinzessin Hamlet mit einer comichaften Bildsprache.
Bereits Prinzessin Hamlet brachte ihr in Deutschlands Theaterszene sowie weltweit Renommee und mehrere Inszenierungen ein. Zuletzt feierte ihr Medea-Stück Eriopis – Medeas überlebende Tochter erzählt alles in der Regie von Anna-Sophie Mahler im März 2020 seine Welturaufführung am Schauspiel Leipzig. Der Schauplatz wird dabei in die Gegenwart verlegt. Erzählt wird medial-musikalisch gebrochen aus der Innenperspektive einer rebellischen jungen Frau. Nach und nach setzen eine Schauspielerin, eine Sängerin und ein Musiker das psychosoziale Erleben der Eriopis zusammen.
Karhu lebt und arbeitet in Helsinki.

## Werke
Dramen
- On the Grace of Officials (finn. Kuokkavieraat, 2007) für 2 Frauen, 4 Männer, einen Erwachsenen, ein Kind, einen Chor; Übersetzungen ins Englische und Französische.
- Wer Hunger hat soll Vögel gucken (finn.  Leipäjonoballadi, 2009) für vier Schauspieler; Übersetzungen ins Englische, Französische und Deutsche, deutsche Erstaufführung am 9. Februar 2018 am Theater Blaue Maus in München, Regie: Robert Spitz.[6]
- Auserwählt (finn.  Valitut, 2009) mit variablem Casting; Übersetzungen ins Englische, Russische, Slowakische und Deutsche.
- Irgendeiner von uns (finn. kuka tahansa meistä-dokumentti, 2012) mit variabler Besetzung; Übersetzungen ins Schwedische, Tschechische und Deutsche.
- Prinzessin Hamlet (finn. Prinsessa Hamlet, 2017) für 3 Frauen, 5 Männer; Übersetzungen ins Englische, Schwedische, Tschechische und Deutsche, deutschsprachige Erstaufführung am Schauspiel Leipzig, Regie: Lucia Bihler.[7]
- Eriopis – Medeas überlebende Tochter erzählt alles (finn. Eriopis – Medeian selviytyjätytär kertoo kaiken, 2020); Übersetzungen ins Englische und Deutsche, Uraufführung am Schauspiel Leipzig, Regie: Anna-Sophie Mahler.[8]
- Für meinen Bruder (finn. Veljelleni. 2022); Uraufführung am Schauspiel Leipzig, Regie: Elsa-Sophie Jach.

Sonstiges
- Prinzessin Hamlet. Eine Tragödie im Comic-Format, Übersetzung von Stefan Moster, Rowohlt E-Book, Hamburg 2019, ISBN 978-3-644-00443-6.

## Belege
1. 1 2  Archivierte Kopie (Memento des Originals vom 24. Juni 2021 im Internet Archive)  Info: Der Archivlink wurde automatisch eingesetzt und noch nicht geprüft. Bitte prüfe Original- und Archivlink gemäß Anleitung und entferne dann diesen Hinweis. Biografisches zu E. L. Karhu, beim Stuttgarter Theater Rampe, abgerufen am 18. Juni 2021.
2. ↑  Autorenprofil E.L. Karhu beim Rowohlt Verlag, abgerufen am 18. Juni 2021.
3. ↑  Prinzessin Hamlet. Eine Tragödie im Comic-Format, rowohlt.de, 12. März 2019, abgerufen am 18. Juni 2021.
4. ↑  „Wenn Mama ein Mythos ist“, eigenwillige Version des Medea-Stoffs, nachtkritik.de vom 6. März 2020, abgerufen am 18. Juni 2021.
5. ↑  Tobias Prüwer: Wie tickt Medeas Tochter? E. L. Karhu: Eriopis, die-deutsche-buehne.de vom 7. März 2020, abgerufen am 18. Juni 2021.
6. ↑  Wer Hunger hat soll Vögel gucken (Leipäjonoballadi), rowohlt-theaterverlag.de, abgerufen am 18. Juni 2021.
7. ↑  Tobias Prüwer: Prinzessin Hamlet – In Leipzig stellt Lucia Bihler mit der Shakespeare-Überschreibung von E. L. Karhu die Frage nach den Identitäten, Rezension auf nachtkritik.de vom 2. Dezember 2017, abgerufen am 18. Juni 2021.
8. ↑  Dramenwerke der Autorin E. L. Karhu (Memento des Originals vom 24. Juni 2021 im Internet Archive)  Info: Der Archivlink wurde automatisch eingesetzt und noch nicht geprüft. Bitte prüfe Original- und Archivlink gemäß Anleitung und entferne dann diesen Hinweis., Nordic Drama Corner Oy Helsinki, abgerufen am 18. Juni 2021 (englisch).

| Personendaten    | Personendaten                           |
| ---------------- | --------------------------------------- |
| NAME             | Karhu, E. L.                            |
| ALTERNATIVNAMEN  | Pöyhönen, Emilia (wirklicher Name)      |
| KURZBESCHREIBUNG | finnische Dramatikerin und Übersetzerin |
| GEBURTSDATUM     | 1982                                    |
| GEBURTSORT       | Helsinki                                |